# Tour de France 1947
| 34. Tour de France 1947 – Endstand |                     |                           |
| Streckenlänge                      | 21 Etappen, 4630 km | 21 Etappen, 4630 km       |
| Toursieger                         | Jean Robic          | 148:11:25 h (31,244 km/h) |
| Zweiter                            | Edouard Fachleitner | + 3:58 min                |
| Dritter                            | Pierre Brambilla    | + 10:07 min               |
| Vierter                            | Aldo Ronconi        | + 11:00 min               |
| Fünfter                            | René Vietto         | + 15:23 min               |
| Sechster                           | Raymond Impanis     | + 18:14 min               |
| Siebenter                          | Fermo Camellini     | + 24:08 min               |
| Achter                             | Giordano Cottur     | + 1:06:03 h               |
| Neunter                            | Jean-Marie Goasmat  | + 1:10:03 h               |
| Zehnter                            | Jean Lazaridés      | + 1:18:44 h               |
| Bergwertung                        | Pierre Brambilla    | 98 P.                     |
| Zweiter                            | Apo Lazaridès       | 89 P.                     |
| Dritter                            | Jean Robic          | 70 P.                     |
| Teamwertung                        | Italien             | Italien                   |

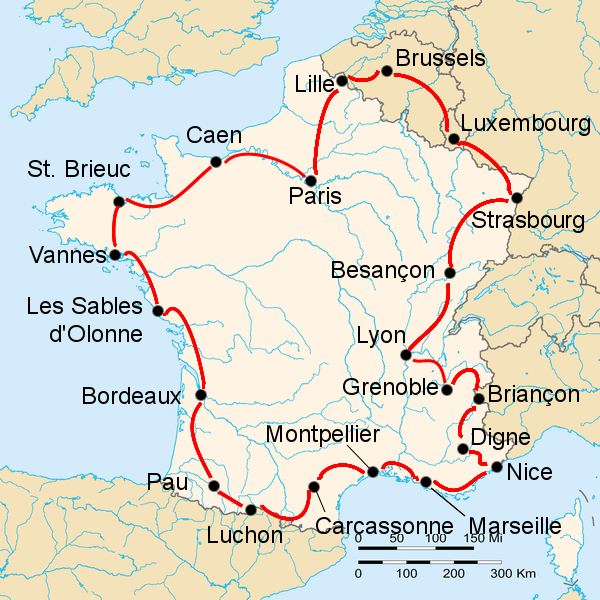
Strecke der Tour de France 1947

Die 34. Tour de France fand vom 25. Juni bis 20. Juli 1947 statt. Die erste Tour seit 1939 nach der Unterbrechung durch den Zweiten Weltkrieg führte auf 21 Etappen über insgesamt 4655 km. 100 Rennfahrer nahmen an der Rundfahrt teil, 53 davon wurden klassifiziert. Neben den Radrennfahrern nahmen noch weitere rund 600 Personen in verschiedenen Funktionen an der Tour teil, was teilweise zu großem Unmut bei den Fahrern führte.
Im Jahr zuvor hatte Jacques Goddet die Zeitung L’Équipe gegründet, die als Nachfolger von L’Auto nun die Organisation übernahm. Die Rundfahrt begann in Paris und verlief im Uhrzeigersinn zunächst nach Norden, dann über die Alpen und am Mittelmeer entlang, ehe es über die Pyrenäen zur Bretagne ging und schließlich in der französischen Hauptstadt das Ziel erreicht wurde.
Eine deutsche Mannschaft war bei der Tour 1947 nicht am Start, stattdessen kamen allein aus Frankreich fünf Teams aus den verschiedenen Regionen des Landes.

## Rennverlauf
Die erste Etappe konnte der Schweizer Ferdy Kübler für sich entscheiden. Die Gesamtwertung führte er jedoch nur einen Tag an, bereits auf der nächsten Etappe konnte der Franzose René Vietto mit seinem Etappensieg Kübler aus der Führungsposition verdrängen. Bis zur 19. Etappe konnte er seine Führung behaupten, dann aber musste er im längsten Einzelzeitfahren der Tourgeschichte (139 km) über sechs Minuten Rückstand auf den Italiener Pierre Brambilla und sogar fast zehn Minuten auf den Franzosen Jean Robic hinnehmen und fiel zurück. Das gelbe Trikot übernahm Brambilla, doch auf der letzten Etappe in den Pariser Prinzenpark musste er es wieder an Robic abgeben, der noch einmal attackierte und so den Toursieg errang. Den Grundstein zu seinem Toursieg hatte er aber bereits in den Bergen gelegt, wo er jeweils eine Etappe in den Alpen und eine Etappe in den Pyrenäen gewinnen konnte.
Der auf der letzten Etappe noch abgefangene Brambilla konnte sich immerhin noch mit dem Gewinn der Bergwertung trösten. Die 273 km lange Königsetappe der Tour 1947 gewann Albert Bourlon in einer Solofahrt, die er in Luchon mit 16 Minuten Vorsprung beendete.

## Die Etappen
| Etappen    | Start – Ziel                    | km        | Etappensieger       | Gelbes Trikot    |
| ---------- | ------------------------------- | --------- | ------------------- | ---------------- |
| 1. Etappe  | Paris – Lille                   | 236       | Ferdy Kübler        | Ferdy Kübler     |
| 2. Etappe  | Lille – Brüssel (BEL)           | 182       | René Vietto         | René Vietto      |
| 3. Etappe  | Brüssel (BEL) – Luxemburg (LUX) | 314       | Aldo Ronconi        | René Vietto      |
| 4. Etappe  | Luxemburg (LUX) – Straßburg     | 223       | Jean Robic          | René Vietto      |
| 5. Etappe  | Straßburg – Besançon            | 248       | Ferdy Kübler        | René Vietto      |
| 6. Etappe  | Besançon – Lyon                 | 249       | Lucien Teisseire    | René Vietto      |
| 7. Etappe  | Lyon – Grenoble                 | 172       | Jean Robic          | Aldo Ronconi     |
| 8. Etappe  | Grenoble – Briançon             | 185       | Fermo Camellini     | Aldo Ronconi     |
| 9. Etappe  | Briançon – Digne-les-Bains      | 217       | René Vietto         | René Vietto      |
| 10. Etappe | Digne-les-Bains – Nizza         | 255       | Fermo Camellini     | René Vietto      |
| 11. Etappe | Nizza – Marseille               | 230       | Edouard Fachleitner | René Vietto      |
| 12. Etappe | Marseille – Montpellier         | 165       | Henri Massal        | René Vietto      |
| 13. Etappe | Montpellier – Carcassonne       | 172       | Lucien Teisseire    | René Vietto      |
| 14. Etappe | Carcassonne – Luchon            | 253       | Albert Bourlon      | René Vietto      |
| 15. Etappe | Luchon – Pau                    | 195       | Jean Robic          | René Vietto      |
| 16. Etappe | Pau – Bordeaux                  | 195       | Giuseppe Tacca      | René Vietto      |
| 17. Etappe | Bordeaux – Les Sables-d’Olonne  | 272       | Eloi Tassin         | René Vietto      |
| 18. Etappe | Les Sables-d’Olonne – Vannes    | 236       | Pietro Tarchini     | René Vietto      |
| 19. Etappe | Vannes – Saint-Brieuc           | 139 (EZF) | Raymond Impanis     | Pierre Brambilla |
| 20. Etappe | Saint-Brieuc – Caen             | 235       | Maurice Diot        | Pierre Brambilla |
| 21. Etappe | Caen – Paris                    | 257       | Albéric Schotte     | Jean Robic       |